# Кабинет
Кабинет је тијело виших државних званичника, које се обично састоји од највиших руководиоца изврше власти. Чланови кабинета обично се називају министри или секретари кабинета. Функција кабинета варира: у неким земљама је колегијално тијело за доношење одлука са колективном одговорношћу, док у другим може функционисати или као чисто савјетодавно тијело или као помоћна институција шефу државе или шефу владе. Кабинету су обично тијело одговорно за свакодневно управљање владом и реаговање на изненадне догађаје, док законодавна и судска грана власти раде одмјерено, на засједањима у складу са другим процедурама.
У неким земљама, посебно оним које користе парламентарни систем (нпр. Уједињено Краљевство), кабинет колективно одлучује о владиним смјерницама, посебно у погледу закона које доноси скупштина. У земљама са предсједничким системом (нпр. Сједињене Америчке Државе), кабинет не функционише као колективни законодавни утицај, него је његова примарна улога званично савјетодавно вијеће шефа државе. На овај начин шеф државе добија мишљења и савјете везане за предстојеће одлуке. Правно, под обје врсте система, вестминстерском варијантом парламентарног и предсједничког система, кабинет „савјетује” шефа државе: разлика је у томе што ће се у парламентарном систему монарх, вицекраљ или церемонијални предсједник готово увијек придржавати овог савјета, док у предсједничком систему предсједник који је и шеф владе и политички лидер може да одступи од савјета кабинета ако се не слаже с њим. У пракси, у скоро свим парламентарним демократијама које не слиједе вестминстерски систем и у три земљ које то чине (Јапан, Ирска и Израел) врло често кабинет не „савјетује” шефа државе, јер има само церемонијалну улогу. Умјесто тога, обично је шеф државе (обично премијер) тај посједује сва средства власти (нпр. у Њемачкој, Шведској итд.) и коме кабинет подноси извјештај.
И у парламентарном и предсједничком систему, службеници кабинета управљају извршним гранама власти, владиним службама или одјељењима. У федералној влади САД то су федерални извршни секретаријати. Кабинети су такође важни покретачи законодавних поступака. Кабинети и министри су обично задужени за припрему предложеног закона у министарствима прије него што се он прослиједи законодавном тијелу. Стога, често већина нових закона заправо потиче од кабинета и његових министарстава.

## Терминологија
У већини влада, чланови кабинета добијају звање министра, и сваки има различит портфељ владиних дужности („министар спољних послова“, „министар здравља“ итд). У неколико влада, као у случају Мексика, Филипина, Уједињеног Краљевства и Сједињених Држава, титула секретара се такође користи за неке чланове кабинета („Секретар за образовање“ или „Државни секретар за [X]“ у Уједињеном Краљевству). У многим земљама (нпр. Немачка, Луксембург, Француска, итд), секретар (државни секретар) је члан кабинета са нижим рангом од министра. У Финској, државни секретар је службеник у каријери који служи министру. У неким земљама Кабинет је познат под називима као што су „Савет министара“, „Владин савет“ или „Државни савет“, или по мање познатим називима као што су „Савезни савет“ (у Швајцарској), „Унутрашњи савет“ или „Високи савет”. Ове земље се могу разликовати по начину на који се кабинет користи или успоставља.
Наднационална Европска унија користи другачију конвенцију: Европска комисија свој извршни кабинет назива „колеџом“, а њени највиши јавни званичници се називају „комесари“, док је „кабинет Европске комисије“ лична канцеларија европског комесара.
Термин потиче од италијанске речи gabinetto, који потиче од латинске речи capanna, која се користила у шеснаестом веку за означавање ормара или мале собе. Од ње је настала 1600-их енглеска реч cabinet или cabinett која се користила за означавање мале собе, посебно у кућама племства или краљевске породице. Отприлике у то време се појавила употреба кабинета повезаних са малим саветима како у Енглеској тако и на другим локацијама као што су Француска и Италија. На пример, Франсис Бејкон је 1607. године користио термин Cabanet Counselles.

## Порекло кабинета
Веће саветника шефа државе било је уобичајена карактеристика владе кроз историју и широм света. У старом Египту, свештеници су помагали фараонима у административним дужностима. У Спарти, Герузија, или савет старешина, обично је заседао са два краља како би расправљао о закону или судиским случајевима. Царством Маурија под царем Ашоком владао је краљевски савет. У Кијевској Русији, кнез је био дужан да прихвати савет и прими одобрење думе, или савета, који је био састављен од бојара, или племства. Ужи круг од неколико чланова думе формирао је кабинет који је стално присуствовао и саветовао принца. Рушевине Чичен Ице и Мајапана у цивилизацији Маја сугеришу да је политичку власт имао врховни савет елитних господара. У царству Сонгај, централна влада је била састављена од највиших носилаца функција царског савета. У Ојо царству, Ојо Меси, или краљевско веће, сачињавали су чланови аристократије који су ограничавали моћ Алафина, или краља. За време династије Ћинг, највише тело одлучивања било је саветодавно веће.